# Emil Coppetti
Emil Leopold Coppetti, född 23 maj 1902 i Zürich, död 20 juli 1976, var en schweizisk bobåkare. Han deltog vid olympiska vinterspelen 1928 i Sankt Moritz och kom på åttonde plats i fyrmansbob.